# خلفه‌لر (ماساللی)
خلفه‌لر (به ترکی آذربایجانی: Xəlfələr) یک منطقه مسکونی در جمهوری آذربایجان است که در شهرستان ماسال‌لی واقع شده است. خلفه‌لر ۷۲۱ نفر جمعیت دارد.